# Вилачела (Ђенова)
Вилачела је насеље у Италији у округу Ђенова, региону Лигурија.
Према процени из 2011. у насељу је живело 10 становника. Насеље се налази на надморској висини од 1022 м.